# Angelita Huenuman
 (septembre 2023).
Angelita Huenumán est une chanson composée et interprétée par le chilien Víctor Jara en 1969.

## Histoire
En 1969, alors que la famille Jara est en vacances dans la province d'Arauco, Victor rencontre la tisserande autodidacte mapuche Angelita Huenumán.
Le travail et la vie de cette femme le touchent beaucoup et il lui dédie alors une chanson.
Cette chanson est particulière dans le répertoire de l'artiste. Si Victor Jara a souvent évoqué des personnes bien réelles dans ses chansons, Angelita Huenumán est la seule chanson à donner un nom précis.
En 1972 Victor et Angelita se rencontrent à nouveau et c'est l'occasion pour la tisserande de lui témoigner sa gratitude.
Lorsque Angelita apprend en 1973 le meurtre de Victor Jara, elle s'en trouve accablée, mais doit se montrer discrète car les connaissances et proches des personnes exécutées sous la dictature courraient eux-mêmes un grand risque.

## Composition
Angelita Huenumán est une chanson de sept strophes, sans refrain, qui décrit la vie et l'environnement de la tisserande mapuche et son métier.